# Pònt d'Escunhau
El Pònt d'Escunhau és una pont de Vielha e Mijaran (Vall d'Aran) inclosa a l'Inventari del Patrimoni Arquitectònic de Catalunya.

## Descripció
El Pònt del Camin dera Solana d'Ecunhau i Casarilh s'emplaça en sentit transversal al llit del Garona (vora l'actual depuradora). Els estreps del pont, més aviat petit, aprofiten l'encaix de la ribera amb sengles roques sobresortints,així com uns fonaments més antics formats per carreus mitans. L'arcada de secció rectangular bastant plana, és extradossada a banda i banda per sengles arcs resolts amb materials llosencs, força gruixuts. En la base s'observa l'única línia de forats de la bastida. Com que el pis empedrat gairebé se sobrepassa a l'arcada, el terra manté l'antic perfil d'esquena d'ase (gairebé, exemple únic a l'Aran); lògicament els llenços queden reduïts al mínim.Com és habitual les refaccions més importants afecten les baranes (65x40cm) refetes almenys en tres ocasions, i sempre amb l'objectiu d'eixamplar la calçada al màxim, així com facilitar-ne l'accés.

## Història
El qüestionari de Francisco de Zamora esmenta el pont nou d'Ecunhau damunt del riu Garona, de pedra i d'un sol ull, amb les següents mides: 21 pams d'alt, 36 pams de llarg i tres quarts i 10 pams i mig d'ample; servia per al conreu i per al trànsit dels bestiars d'Escunhau i Casarilh (1788) Durant la Segona República Espanyola la junta de delegats de la Mancomunitat Forestal de la Val acordà la necessitat de reparar el pont de la Solana en diverses ocasions.